# Scadoxus cyrtanthiflorus
Scadoxus cyrtanthiflorus là một loài thực vật có hoa trong họ Amaryllidaceae. Loài này được (C.H.Wright) Friis & Nordal miêu tả khoa học đầu tiên năm 1976.

## Hình ảnh

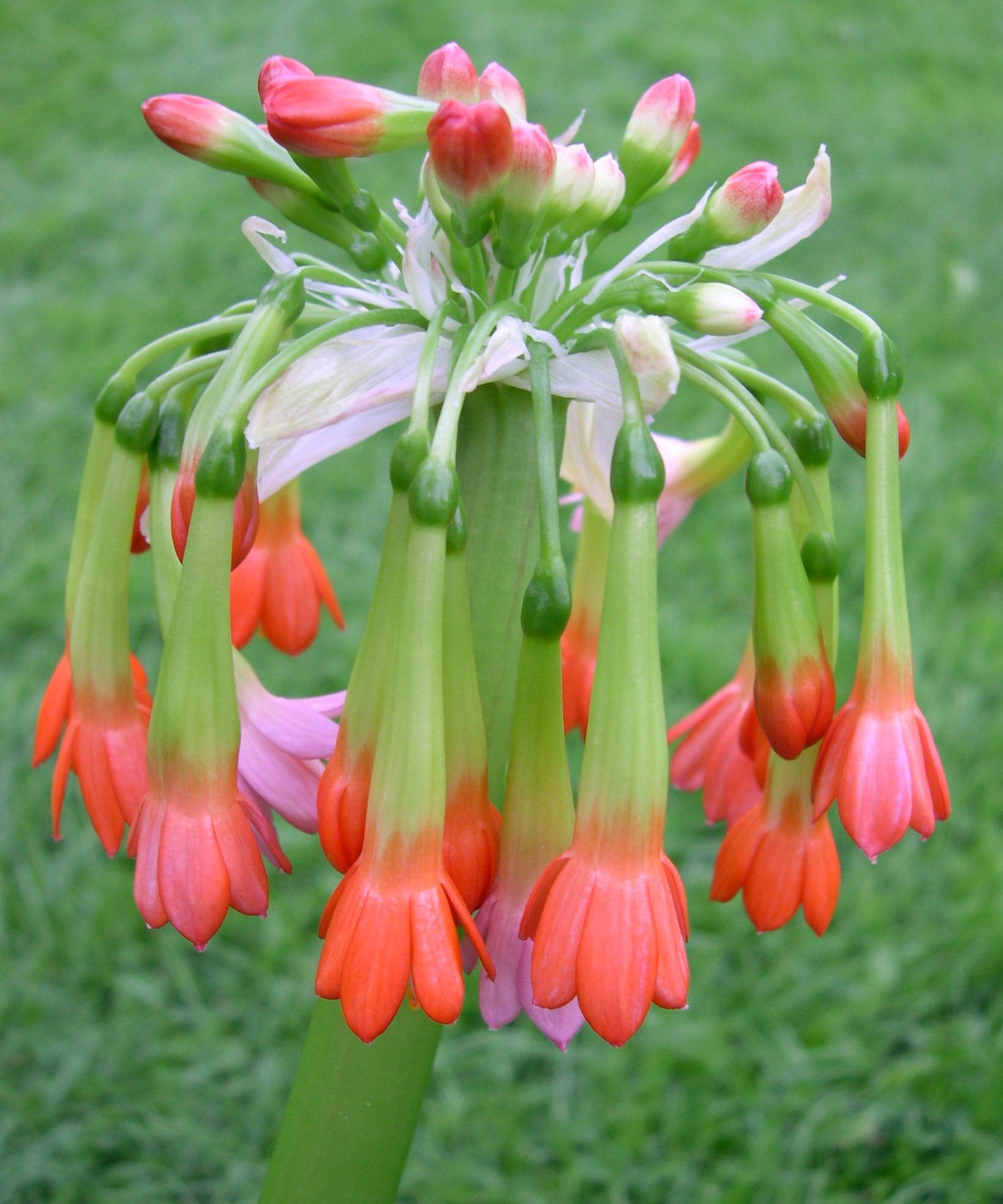